# Тетратиоцианатомеркурат(II) калия
Тетратиоцианатомеркурат(II) калия — неорганическое соединение,
комплексная соль калия, ртути и роданистоводородной кислоты
с формулой K2[Hg(SCN)4],
белые кристаллы,
растворяется в воде.

## Получение
- Растворение тиоцианата ртути(II) в кипящем растворе тиоцианата калия:

{\displaystyle {\mathsf {Hg(SCN)_{2}+2KSCN\ {\xrightarrow {100^{o}C}}\ K_{2}[Hg(SCN)_{4}]}}}

## Физические свойства
Тетратиоцианатомеркурат(II) калия образует белые кристаллы.
Растворяется в воде и этаноле,
не растворяется в диэтиловом эфире.